# 克拉伦斯·霍巴特
克拉伦斯·霍巴特（英語：Clarence Hobart，1870年6月27日—1930年8月2日），美国男子网球运动员。他曾获得美国网球公开赛男子双打冠军、混合双打冠军。他于1919年退役，1930年在阿什维尔去世。